# ラ・コンバタント型高速戦闘艇
ラ・コンバタント型高速戦闘艇（英: La Combattante-class Fast Attack Craft）は、フランスのノルマンディー機械製造（CMN）社によって開発された高速戦闘艇。世界各国で多くのバージョンが採用されており、通常はミサイル艇として運用される。

## コンバタント-I型

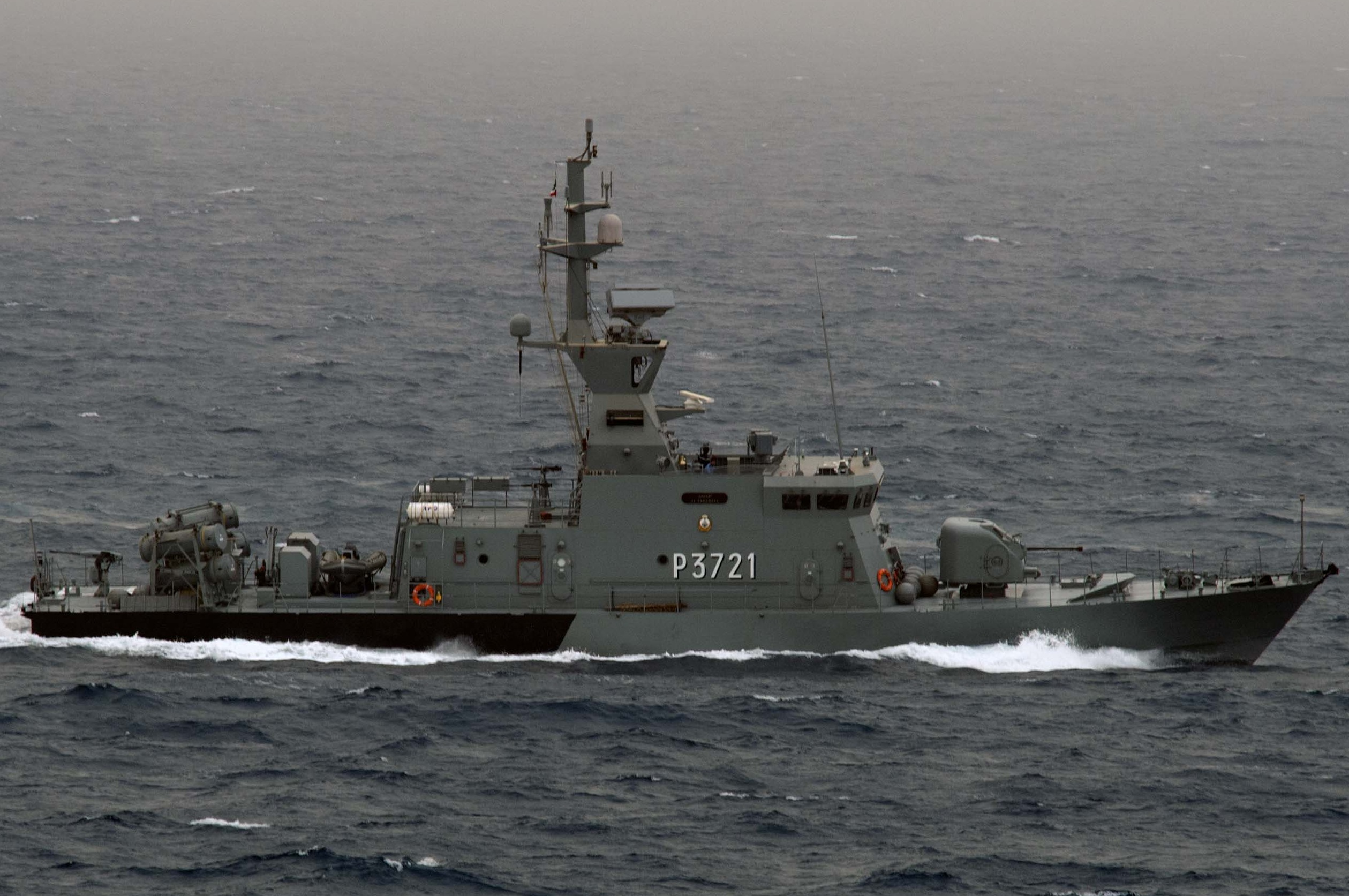
コンバタント-I型 (クウェート海軍艇)

初号艇である「ラ・コンバタント」は、新しい沿岸警備艇（patrouilleur garde-côtes）のプロトタイプとして、1960年度計画で建造され、1963年6月20日に進水した。設計にあたっては西ドイツのリュールセン社の支援を受けた。低磁性化の要請から、船体は繊維強化プラスチックと合板による軽量構造とされた。
短距離の侵入作戦であれば80名のコマンド部隊を便乗させることができた。当初はSS.11対舟艇ミサイルを備えていたが、後にエグゾセ艦対艦ミサイルの試験に供されて、輸出向けのミサイル艇の基礎となった。
実際の輸出は、より大型のコンバタント-II/III型が先行し、このコンバタント-I型は長らく成約がなかったが、1995年、湾岸戦争から復興するクウェート海軍が8隻を発注し、ウム・アルマラディム級ミサイル艇として1998年より就役を開始した。

## コンバタント-II型

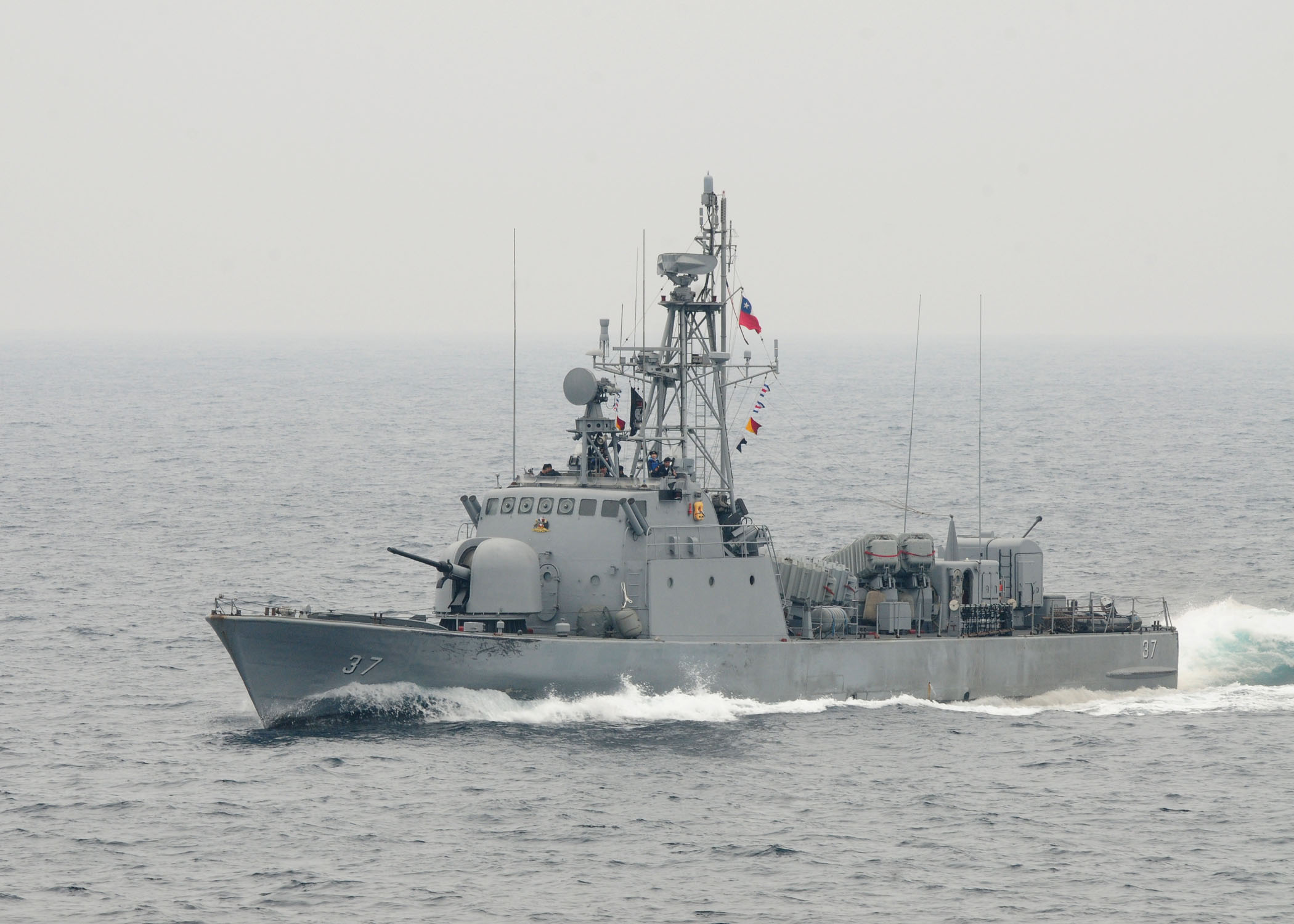
コンバタント-II型 (チリ海軍艇; 旧ドイツ海軍148型)

CMN社では、このように自社での開発を進めるのと並行して、イスラエル海軍のサール型ミサイル艇の建造を行なっていた。これはもともと、西ドイツ海軍のヤグアル級魚雷艇をもとにイスラエル海軍とリュールセン社が共同で設計したものであったが、西ドイツからイスラエルへの武器輸出についてアラブ連合が抗議したことから、リュールセン社とCMN社の協力関係を踏まえて、CMN社で建造を代行することになったものである。建造は1965年から開始され、ネームシップは1967年4月11日に竣工した。
同年10月に発生したエイラート事件を受けて、西側諸国でもミサイル艇が注目されるようになり、1969年のギリシャ海軍の発注を皮切りに、CMN社はサール型の準同型艇多数を輸出することになった。これによって建造されたのがコンバタント-II型であった。
採用国一覧
- ギリシャ海軍 - キュモトイ級、また旧ドイツ海軍ティーガー級を追加購入[7]
- ドイツ海軍 - ティーガー級（148型）[8]
- チリ海軍 - 旧ドイツ海軍ティーガー級
- エジプト海軍 - 旧ドイツ海軍ティーガー級
- グルジア海軍 - 旧ギリシャ海軍キュモトイ級[注 1]
- リビア海軍 - ベイル・グラッサ級[9]
- イラン海軍 - カマン級[10]
- マレーシア海軍 - ペルダナ級（チェコ語版）[11]

## コンバタント-III型

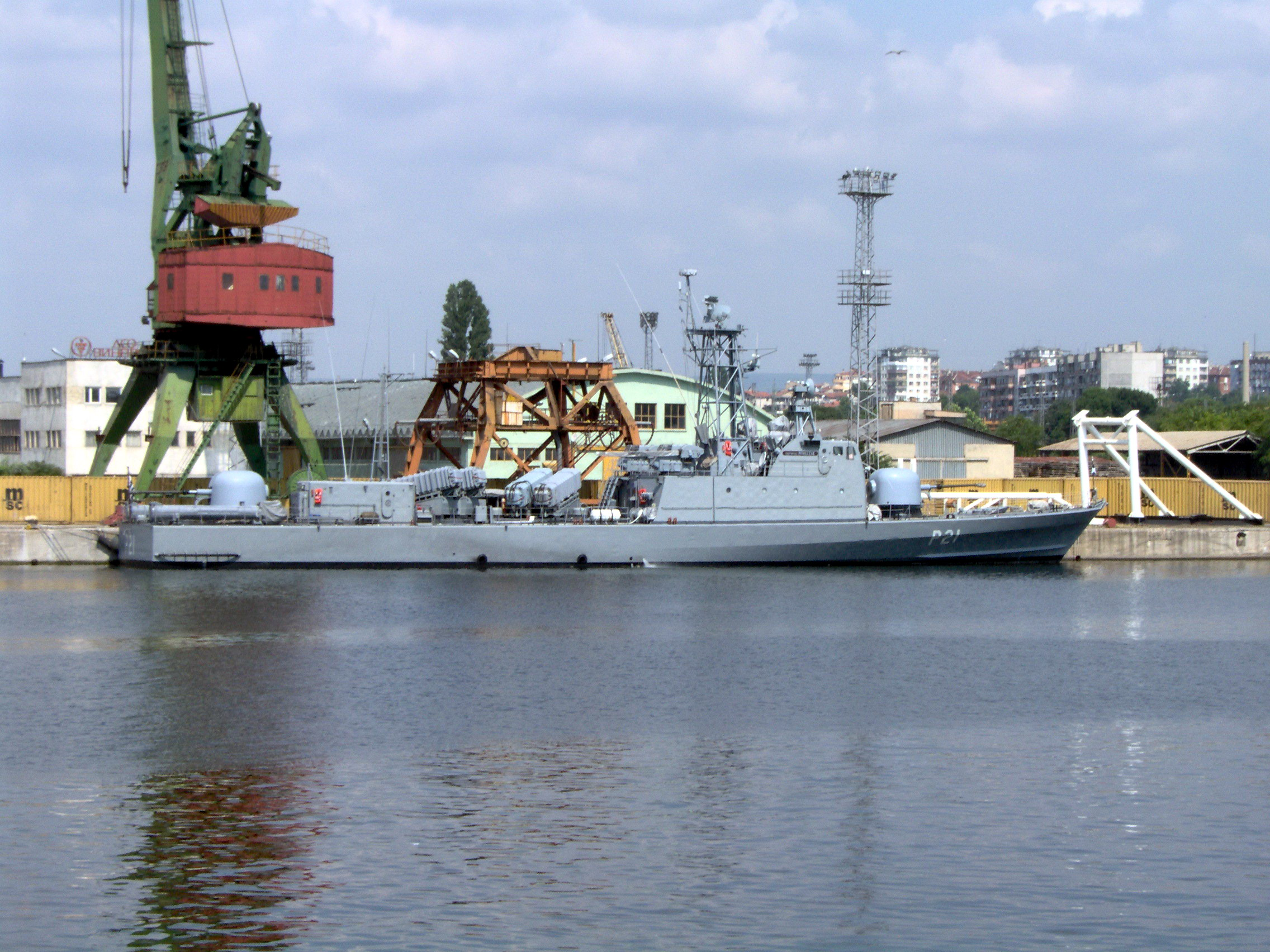
コンバタント-III型 (ギリシャ海軍艇)

イスラエル海軍は、サール型に続いて、艦型を拡大して堪航性・独立行動能力を向上させたサールIV型を建造し、1973年より運用を開始した。コンバタント型も、これと歩調を合わせるように、より大型のコンバタント-III型に発展した。こちらのローンチカスタマーもギリシャ海軍で、1974年9月の発注に基づいて建造された初号艇は1976年7月に進水した。
採用国一覧
- ギリシャ海軍 - ラスコス級およびカバロウディス級[7]
- ナイジェリア海軍 - シリ級[14]
- カタール海軍 - ダムサー級[15]
- チュニジア海軍 - ラ・ガリテ級[16]

## 諸元表
|             | I型 (ウム・アル・マラディム級)         | II型 (キュモトイ級)                   | III型 (ラスコス級)                     |
| ----------- | -------------------------------------- | ------------------------------------- | -------------------------------------- |
| 満載 排水量 | 245トン                                | 255トン                               | 447トン                                |
| 全長        | 42.0 m                                 | 47.0 m                                | 56.7 m                                 |
| 全幅        | 8.2 m                                  | 7.1 m                                 | 8.0 m                                  |
| 吃水        | 1.9 m                                  | 2.5 m                                 | 2.7 m                                  |
| 主機        | MTU 16V538 TB93 ディーゼルエンジン×2基 | MTU 16V538 TB9 ディーゼルエンジン×4基 | MTU 20V538 TB92 ディーゼルエンジン×4基 |
| 推進        | ウォータージェット推進器×2軸           | スクリュープロペラ×4軸                | スクリュープロペラ×4軸                 |
| 出力        | 4,000馬力                              | 12,000馬力                            | 20,800馬力                             |
| 速力        | 30ノット                               | 36.5ノット                            | 36.5ノット                             |
| 航続距離    | 1,350海里 (14kt巡航時)                 | 2,000海里 (15kt巡航時)                | 2,000海里 (15kt巡航時)                 |
| 兵装        | 70口径40mm単装機銃×1基                 | 90口径35mm連装機銃×2基                | 62口径76mm単装速射砲×2基               |
| 兵装        | 73口径20mm単装機銃×1基                 | 90口径35mm連装機銃×2基                | 75口径30mm連装機銃×2基                 |
| 兵装        | －                                     | 533mm魚雷発射管×2門                   | 533mm魚雷発射管×2門                    |
| 兵装        | シースクア SSM連装発射筒×2基           | エグゾセMM38 SSM連装発射筒×2基        | エグゾセMM38 SSM連装発射筒×2基         |